# Friedrich Hermann Moré
Friedrich Hermann Moré (* 10. Februar 1812 in Grünstadt; † 13. November 1880 in Frankfurt am Main) war ein deutscher Revolutionär und späterer Bahnbeamter.

## Herkunft und Familie
Friedrich Hermann Moré war der Sohn des Notars Philipp Nikolaus Moré (1772–1842) und seiner Frau Marie Wilhelmine Justine geb. Kaibel (1779–1839), Tochter des reformierten Mannheimer Pfarrers Georg David Kaibel (1756–1805). Über seine Schwestern wurde er der Schwager ihrer Gatten Hans Ferdinand Maßmann (1797–1874), Heinrich Dittmar (1792–1866), Edgar Quinet (1803–1875) und Georg Engelbach (1817–1894).

## Leben

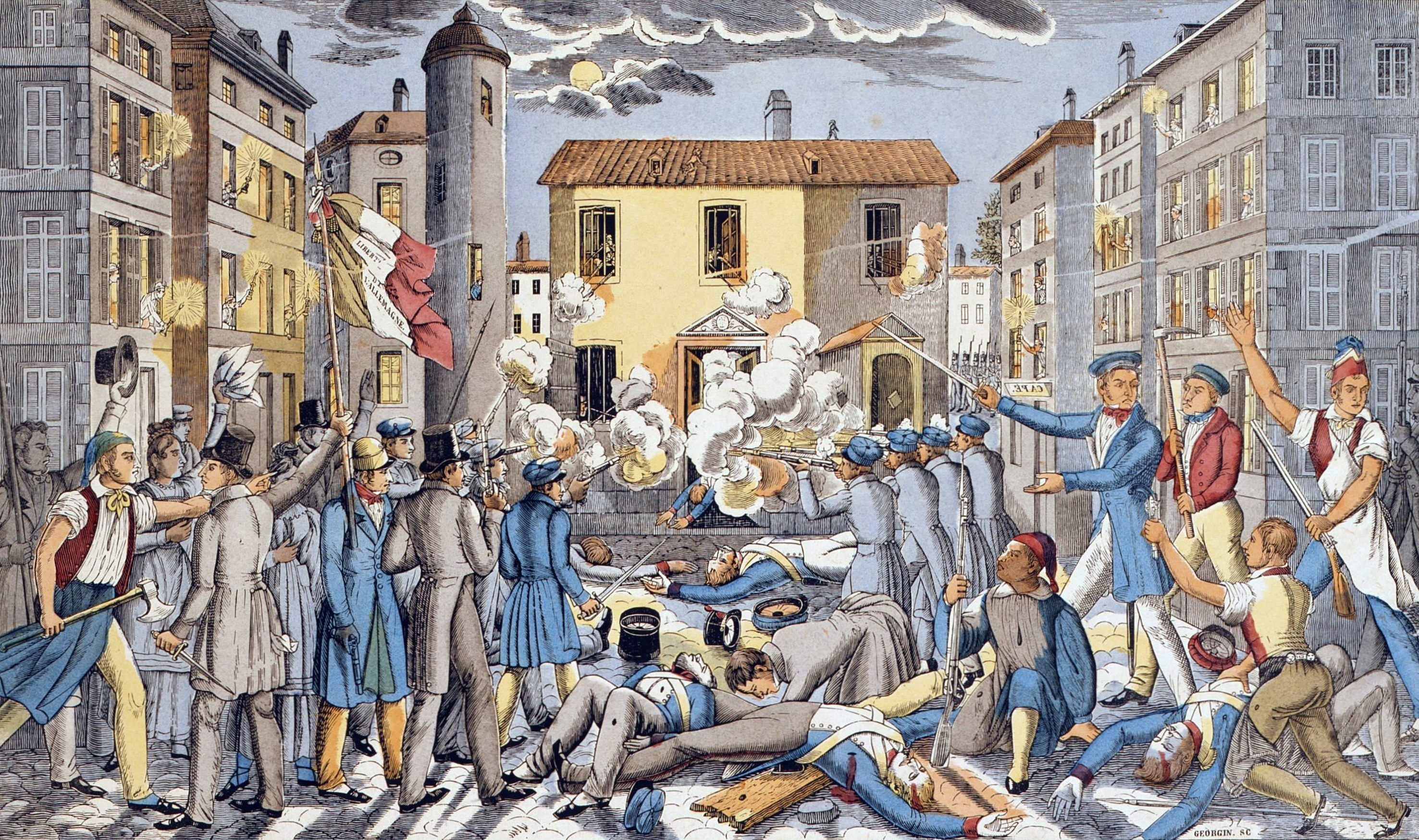
Frankfurter Wachensturm, 1833

Moré besuchte zunächst das Progymnasium Grünstadt, sowie das Gymnasium in Heidelberg, wo er Pflegesohn von Karl Philipp Kayser war. Er studierte Rechtswissenschaften in Erlangen und Heidelberg. Während seines Studiums wurde er 1829 Mitglied der Alten Erlanger Burschenschaft Germania und 1831 der Alten Heidelberger Burschenschaft Frankonia. Mit seinem Vater besuchte er 1832 das Hambacher Fest. Kurz danach befreite er, als Anführer einer Gruppe Heidelberger Studenten, den Kommilitonen und Journalisten Heinrich Kaehler aus dem Bruchsaler Gefängnis.
Am 3. April 1833 nahm Friedrich Hermann Moré, zusammen mit seinen Grünstadter Freunden und Mitstudenten Eduard Fries (Bruder des Peter Fries), sowie Ernst Matthiä (Sohn des Schulrektors Friedrich Christian Matthiä) aktiv am sogenannten Frankfurter Wachensturm teil, kam nach dessen Scheitern in Haft und wurde am 19. Oktober 1836, nach dreijähriger Untersuchungshaft, wegen Teilnahme an einem hochverräterischen Aufstand, zu lebenslanger Zuchthausstrafe verurteilt.
1838 erfolgte die Umwandlung des Urteils in Verbannung nach den Vereinigten Staaten von Amerika. Dorthin reiste Moré noch im gleichen Jahr über Bremerhaven aus, zog jedoch schon 1839 nach Frankreich. Hier hielt er sich zunächst bei der Familie seines Schwagers Edgar Quinet in Lyon auf. Dann trat er in die Fremdenlegion ein und ging nach Algerien. Als Capitän quittierte er schließlich den Dienst in der Legion und wurde französischer Oberförster in Bitsch, nahe der pfälzischen Grenze.
Moré stand namentlich im sogenannten „Schwarzen Buch“ der Bundes-Zentraluntersuchungsbehörde über revolutionäre Umtriebe. 1848 gewährte ihm das Königreich Bayern dennoch eine Amnestie und er kehrte in seine Heimat zurück. Es hieß, er sei „ein stiller Mann geworden“. Auf Vermittlung von Paul Camille von Denis, Direktor der Pfälzischen Eisenbahnen, stellte man Friedrich Hermann Moré 1853 als Bahnhofsvorsteher von Neustadt ein, was er bis zu seiner Pensionierung 1878 blieb. Denis und Moré kannten sich von früher, aus ihrer gemeinsamen Tätigkeit im Deutschen Preß- und Vaterlandsverein. Er heiratete nach 21-jähriger Verlobungszeit seine Jugendliebe und trat zur katholischen Kirche über. Nach der Ruhestandsversetzung zog das Paar nach Frankfurt, wo Moré 1880 starb.